# 国家指揮権限
国家指揮権限（こっかしきけんげん National Command Authority, NCA）はアメリカ合衆国政府およびアメリカ軍における用語で、法的に正当な最高位の軍事命令を出す権限のことである。具体的には権限保持者としてのアメリカ軍最高司令官であるアメリカ合衆国大統領ならびにアメリカ合衆国国防長官を意味する。

## 概要
単一統合作戦計画の発動を含む核攻撃権限は国家指揮権限保持者が有しており、特に米ソの核戦争が想定されていた冷戦期においては、報復核攻撃の発令権限として重要視された。奇襲攻撃に際しても、国家指揮権限保持者の生存を図るために、緊急脱出および空中指揮用としてE-4が常に発進待機状態に置かれていた。核攻撃実施の際は、権限保持者は統合参謀本部議長の助言と協力を得て、国家軍事指揮センター（National Military Command Center, NMCC）に直接命令を下し、各部隊へ核攻撃命令が伝達される。
核攻撃ではない通常軍事作戦の際においても、各統合軍司令官に命令を下す存在として、この語が用いられる場合もある。